# Universidad de Belice
La Universidad de Belice es una institución de educación superior multi-campus que funge como la universidad nacional de Belice. Ofrece programas de licenciaturas, certificados, diplomas, carreras técnicas y posgrados. El campus central de la universidad se ubica en la capital Belmopán, con campus adicionales en Belice y Punta Gorda. 
Los colores oficiales son el púrpura y el dorada; la mascota es el «Jaguar Negro» y su lema es: «La educación empodera a una nación».

## Historia
La evolución de la universidad beliceña inicia en 1977 con la fundación del Comité por los Estudios de Sexta Forma (en inglés: Comitte for Sixth Form Studies), como respuesta a un creciente interés y consternación por la oferta existente de educación terciaria en el país. En el año 2000 culmina el segundo intento por coordinar la educación superior de Belice. Durante este año, la evolución de la universidad resultó en el establecimiento de tres instituciones: el Colegio de Artes, Ciencias y Tecnología (en inglés: Belize College of Arts, Science, and Technology); el Colegio Universitario de Belice (University College of Belize) y la Universidad de Belice (University of Belize).

## Campus

### Campus central, Belmopán

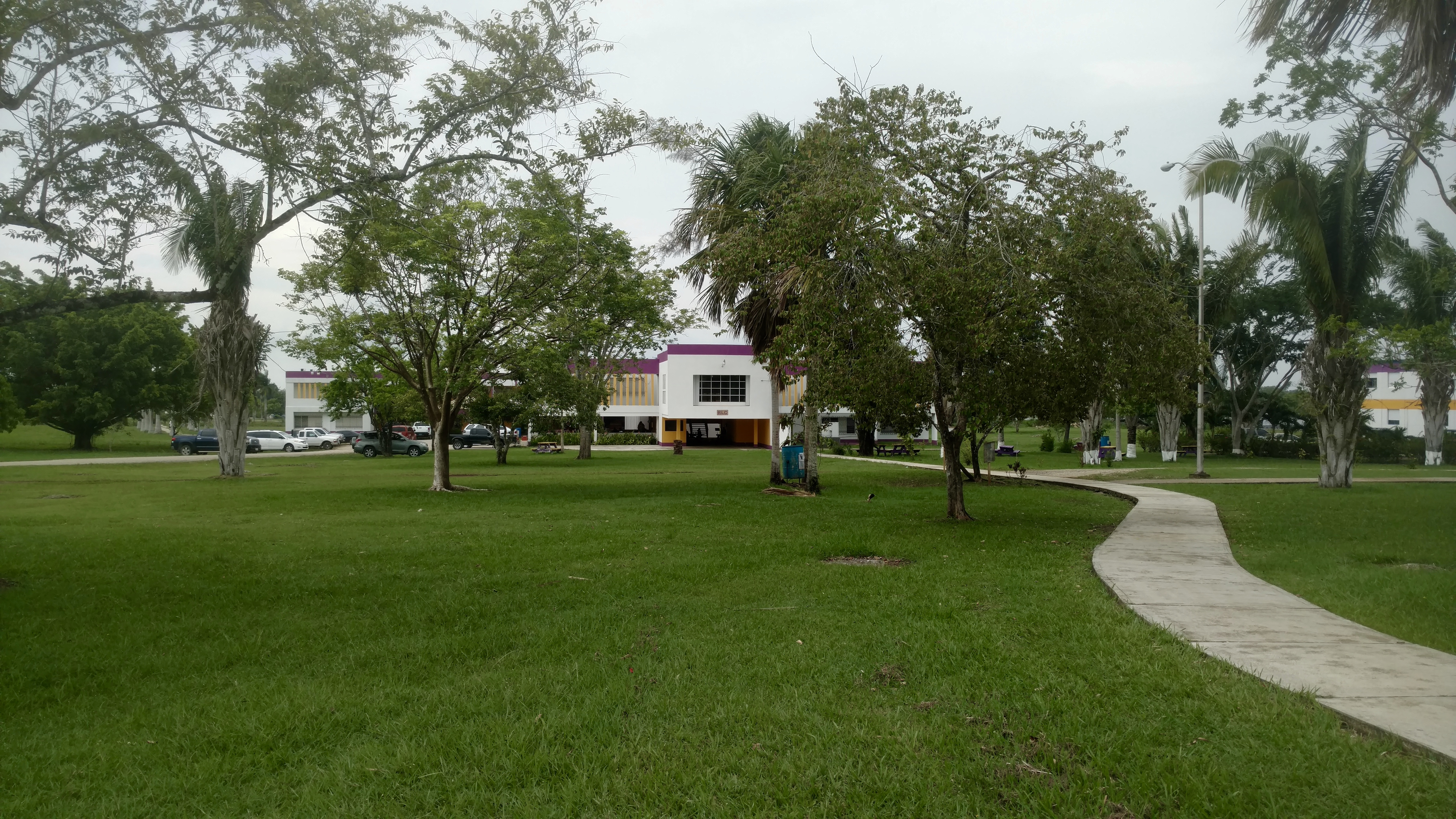
Universidad de Belice, Campus central.

El campus central de la universidad se encuentra en la capital Belmopán, en la aglomeración Corner Stann Creek. Anteriormente, las instalaciones eran utilizadas como centro de extensión. Actualmente, las oficinas administrativas, así como la mayor parte de los programas ofrecidos por la universidad, se ubican en este campus. De la misma manera, alberga el Centro Regional de Idiomas (en inglés: Regional Language Center), donde estudiantes de diversos países latinoamericanos acuden a aprender inglés, lengua oficial de Belice y único país en Centroamérica en hacerlo. 

### Campus agrícola (Granja central)
Localizado en el Distrito de Cayo, en el poblado de Central Farm, fue anteriormente el sitio de la Escuela de Agricultura de Belice. Ofrecía programas bianuales en Ciencias Aplicadas a la Agricultura y Recursos Naturales. Después de la amalgación (en la que, junto a otras cuatro escuelas, pasó a formar parte del sistema nacional de universidades beliceñas), se mantuvo intacta como el Departamento de Agricultura dentro de la universidad. 

## Política de admisión
La universidad cuenta con requisitios distintos para cada tipo de programa ofrecido:
- Carrera técnica (Associate's Degree): Puntaje GPA mínimo de 2.5 o superior en inglés y matemáticas). Cuatro pases en materias CXC, que deben incluir inglés y matemáticas. Puntaje combinad de 890 en el SAT o ACT.
- Licenciatura (Bachelor's Degree): Carrera técnica de instituciones afiliadas, con los mismos puntajes señalados arriba. Se permite la transferencia de créditos en promedios superiores a C+.
- Diploma: Licenciatura en alguna institución afiliada.

## Divisiones de estudio
La universidad está organizada en cuatro facultades distintas, cada una dotada de diversos departamentos. Cada departamento ofrece programas de grado de asociado hasta licenciaturas. Los programas de Maestría con ofrecidos en colaboración con la Universidad de las Indias Occidentales, la Universidad de Guyana y la Universidad Anton de Lom de Suriname.
Educación y Artes
- Centro Regional de Idiomas
- Departamento de Artes
- Departamento de Educación
- Centro de Historia y Antropología

Administración y Ciencias Sociales
- Departamento de Negocios y Contaduría
- Departamento de Ciencias Sociales

Ciencia y tecnología
- Departamento de Agricultura
- Departamento de Ingeniería
- Departamento de Tecnologías de la Información
- Departamento de Ciencia

Enfermería, Salud y Trabajo Social
- Departamento de Salud
- Departamento de Enfermería
- Departamento de Trabajo Social